# Centro e Centro Histórico

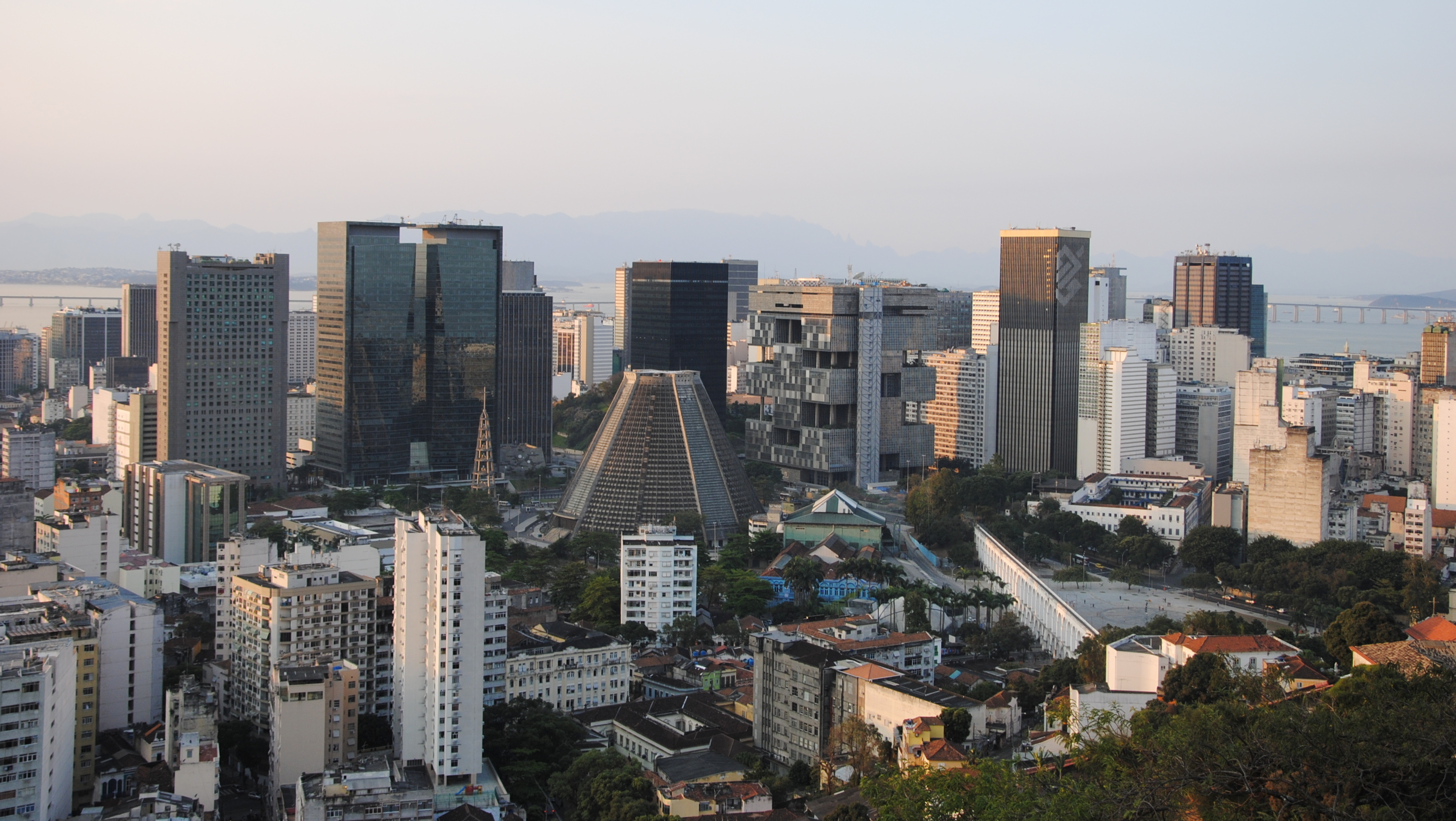
Vista do Centro

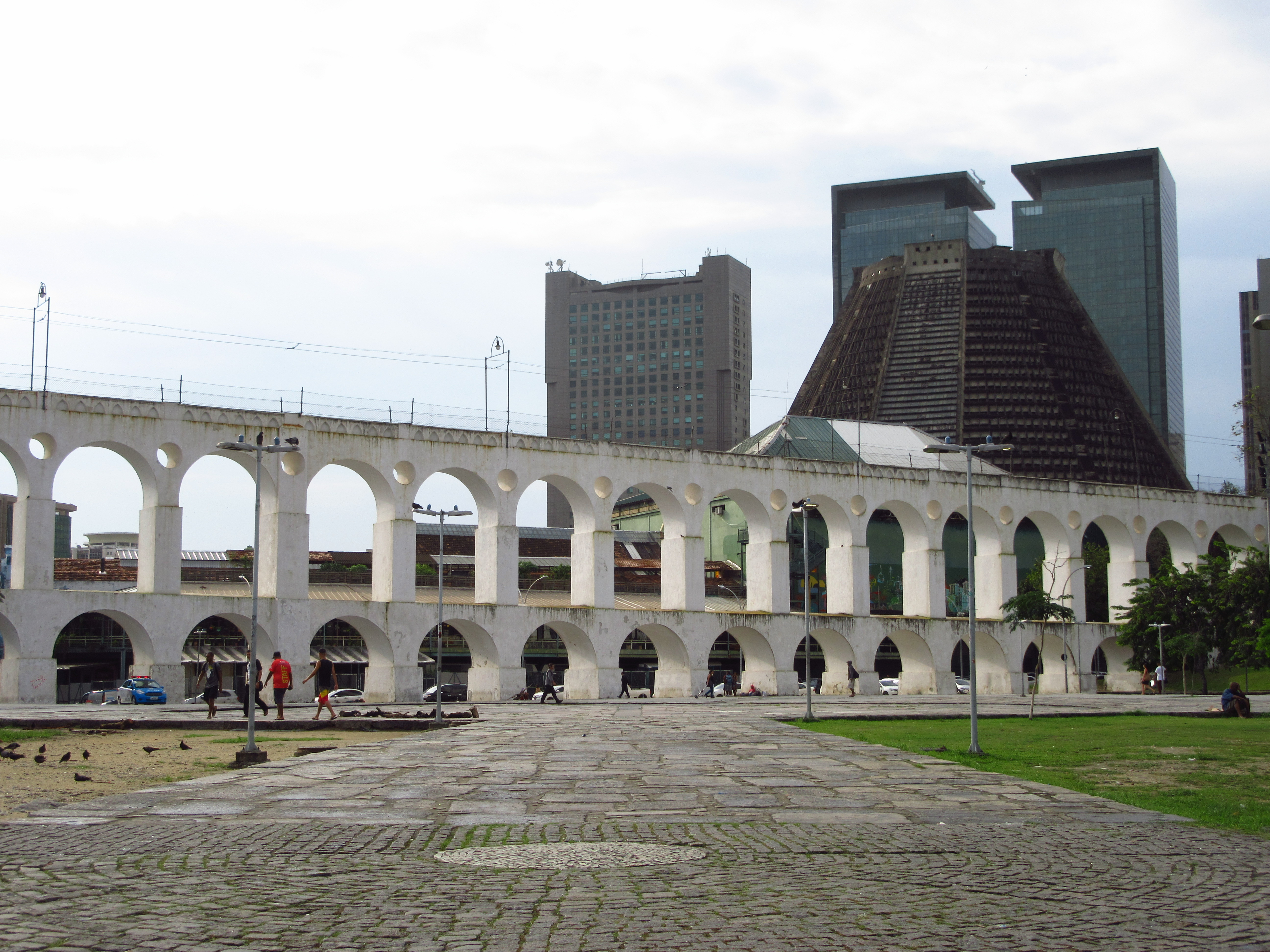
Vista do bairro da Lapa, um dos mais turísticos do Centro Histórico

A Subprefeitura do Centro e Centro Histórico é uma das nove subprefeituras do município do Rio de Janeiro, no estado homônimo, no Brasil.

## História
É o centro financeiro, econômico, social e histórico do município e estado do Rio de Janeiro. Foi palco de decisões importantes para a cidade quando ainda era a capital do Brasil, como a Proclamação da República, Independência do Brasil, Guerra do Paraguai, Revolta da Vacina, Revolta da Armada entre outras. É a região mais antiga da cidade, onde tudo começou, edifícios históricos ainda resistem a ação do tempo, principalmente os prédios da Gamboa e Saúde que passaram por um processo de revitalização.

## Geografia

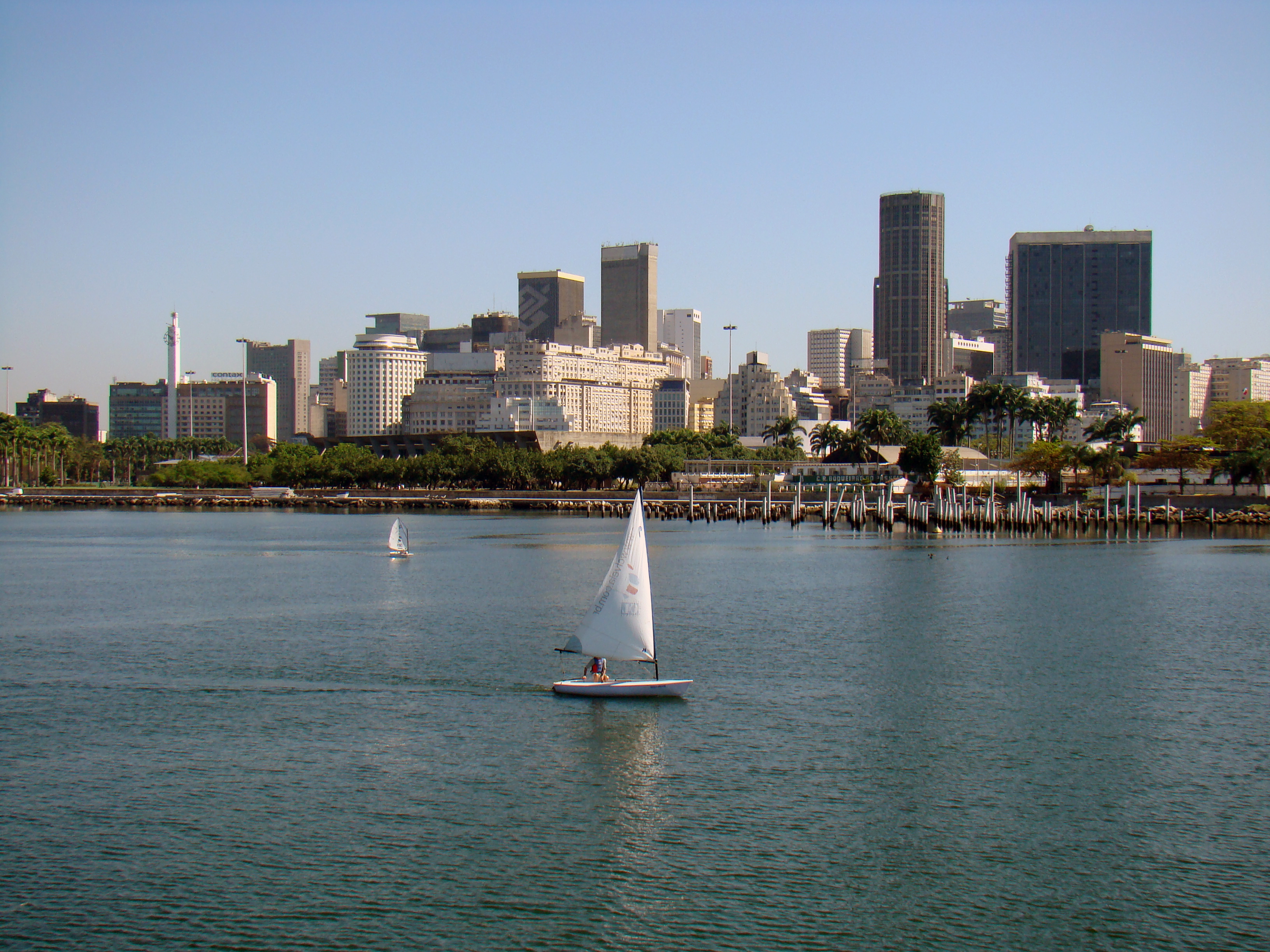
Vista do Centro do Rio de Janeiro a partir da Baía de Guanabara

De acordo com a prefeitura, ela engloba duas regiões administrativas: a do Centro e a do Grande Bairro Imperial. Compreende os seguintes bairros: Caju, Benfica, Gamboa, Centro do Rio, Lapa, Saúde, Cidade Nova, Vasco da Gama, São Cristóvão, Mangueira, Rio Comprido, Santa Teresa, Estácio, Catumbi, Praça da Bandeira, Santo Cristo e  Paquetá. Tem como população a maioria de classe média, com pouco mais de 125 mil habitantes.

## Dados

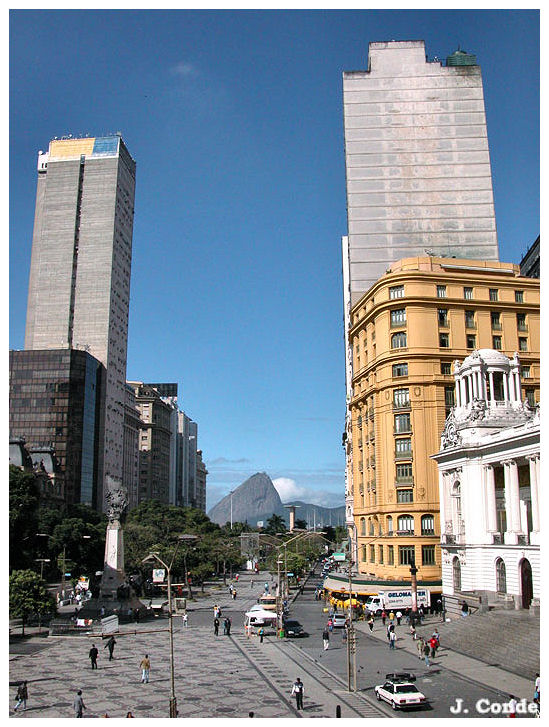
vista da Cinelândia

Localizada na Região Central da cidade do Rio de Janeiro, administra todos os bairros centrais do município, ou seja, o coração financeiro da cidade, historicamente os bairros mais importantes da cidade junto com o Centro.

## Como chegar
Endereço: Rua da Constituição - n*34 - Centro - Rio de Janeiro - RJ, CEP: 20060-010.